# 伊都立
伊都立（穆麟德轉寫：Iduri；1687年-1753年），伊尔根觉罗氏，满洲正黄旗人，历任刑部侍郎、山西、江西巡抚等职。

## 生平
伊都立为大学士伊桑阿之子，康熙三十八年（1699年）己卯科举人，任内务府员外郎，历刑部侍郎，巡抚山西。坐事夺职。雍正七年，命赴大将军傅尔丹军治粮饷，授额外侍郎。十三年，以侵蚀军粮事觉，褫职下狱，论大辟。乾隆七年，赦释。乾隆九年（1753年），病卒。
伊都立好风雅，有《嘉乐堂诗集》、《 明善堂诗集序》等传世。其子福增额，为怡亲王胤祥女婿，亦有文采。

## 家庭
- 始祖卓禮喀。“卓禮喀，正黄旗人，赫臣同族，世居瓦爾喀地方，國初來歸。其孫伊桑阿順治乙未科進士，厯任文華殿大學士兼吏部尚書；……其長子伊都善原任副都統，次子伊克善現任御史，第三子伊都立原任山西廵撫。孫福鼐原任筆帖式，福增額現係和碩額駙”（载《八旗滿洲氏族通譜》卷14）。
- 祖父。
- 父康熙朝文华殿大学士伊桑阿。母赫舍里氏乌云珠，又名蕊仙，著有《绚春堂吟草》（父正黄旗满洲、保和殿大學士索额图；胞姊赫舍里氏，嫁正黄旗汉军隐士诗人李锴）。
- 伯父璧桑阿。其子头等侍卫逹敏。孙儿達海，妻李氏（父正黄旗汉军李鐸，祖父李蔭祖，曾祖陕西提督、一等男李思忠 (清朝)，属隐士诗人李锴家族）。
- 妻兆佳氏（父正白旗满洲、吏部尚书马尔汉；胞姊兆佳氏，怡賢親王胤祥嫡福晉）。
- 子副都统、福州将军福增额，为怡亲王胤祥女婿。

## 引注
1. 1 2 3 4 5  . 中研院.   [2017-12-26]. （原始内容存档于2021-06-09）.
2. ↑  赵尔巽等 1998，第9702頁